# Gastrolithe

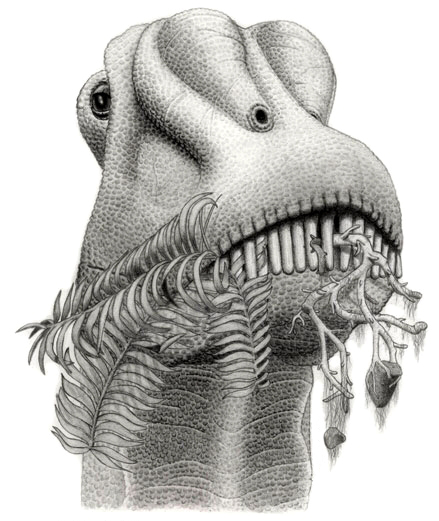
Un dinosaure avalant accidentellement des gastrolithes.

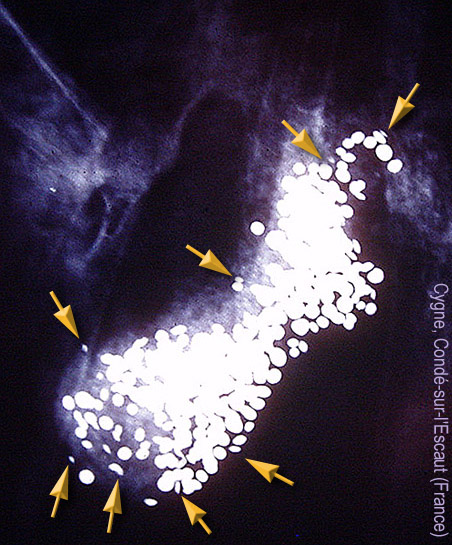
Radiographie montrant des grains de plomb ingérés comme gastrolithes et déjà très érodés. Ce cygne trouvé à Condé-sur-l'Escaut est mort en quelques jours d'une intoxication aiguë (une bille aurait suffi à l'intoxiquer et 12 à l'empoisonner mortellement).

Un gastrolithe appelé aussi « pierre d'estomac » ou « caillou (ou grit) de gésier »  est une pierre ou un petit caillou volontairement avalé par certaines espèces de vertébrés pour être stocké dans l'estomac ou le gésier. 

On parle de lithophagie pour désigner les animaux qui recherchent activement et instinctivement des pierres ou cailloux à avaler. 

## Utilité
Ce comportement semble répondre à deux ou trois objectifs : 
- assurer une part du broyage des aliments dans l'estomac (ou le gésier chez l'oiseau) et donc faciliter la digestion ;
- apporter des minéraux (calcium) ou oligoéléments d'intérêt alimentaires, au moins pour certaines espèces ou dans certains milieux[2] ;
- certains auteurs ont suggéré que ces cailloux pourraient aussi peut-être "lester" certains oiseaux afin de faciliter leur plongées sous l'eau (pingouins, manchots notamment[3]).

De nombreux animaux actuels utilisent des gastrolithes, notamment tous les oiseaux (lithophagie pour compenser la perte des dents chez ces animaux qui ne peuvent pas mastiquer), des reptiles tels que les crocodiles. 

Des dinosaures, notamment les sauropodes, en utilisaient également.

## Choix des gastrolithes
La taille et le grain (plus ou moins lisse) du gastrolithe dépend de celle de l'animal et de ses besoins. 
Certains animaux choisissent des cailloux siliceux bien arrondis et d'autres des cailloux de type pierre ponce très râpeux. C'est cette capacité de choix qui conduit certains oiseaux à s'empoisonner en mangeant dans certaines circonstances jusqu'à plusieurs centaines de billes de plomb.

## Chez les oiseaux

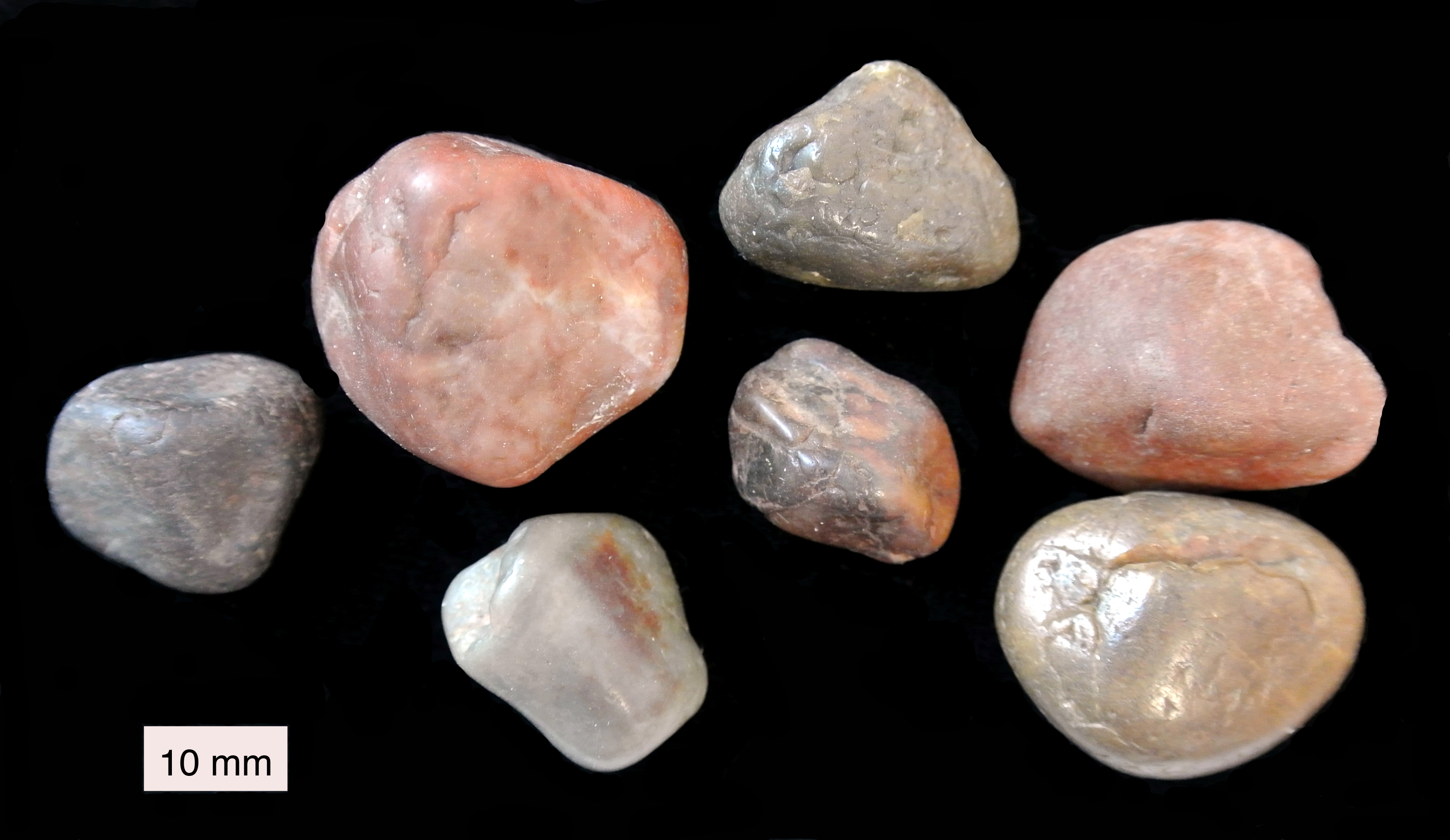
Gastrolithes du Jurassique, retrouvés près de Starr Springs, dans l'Utah.

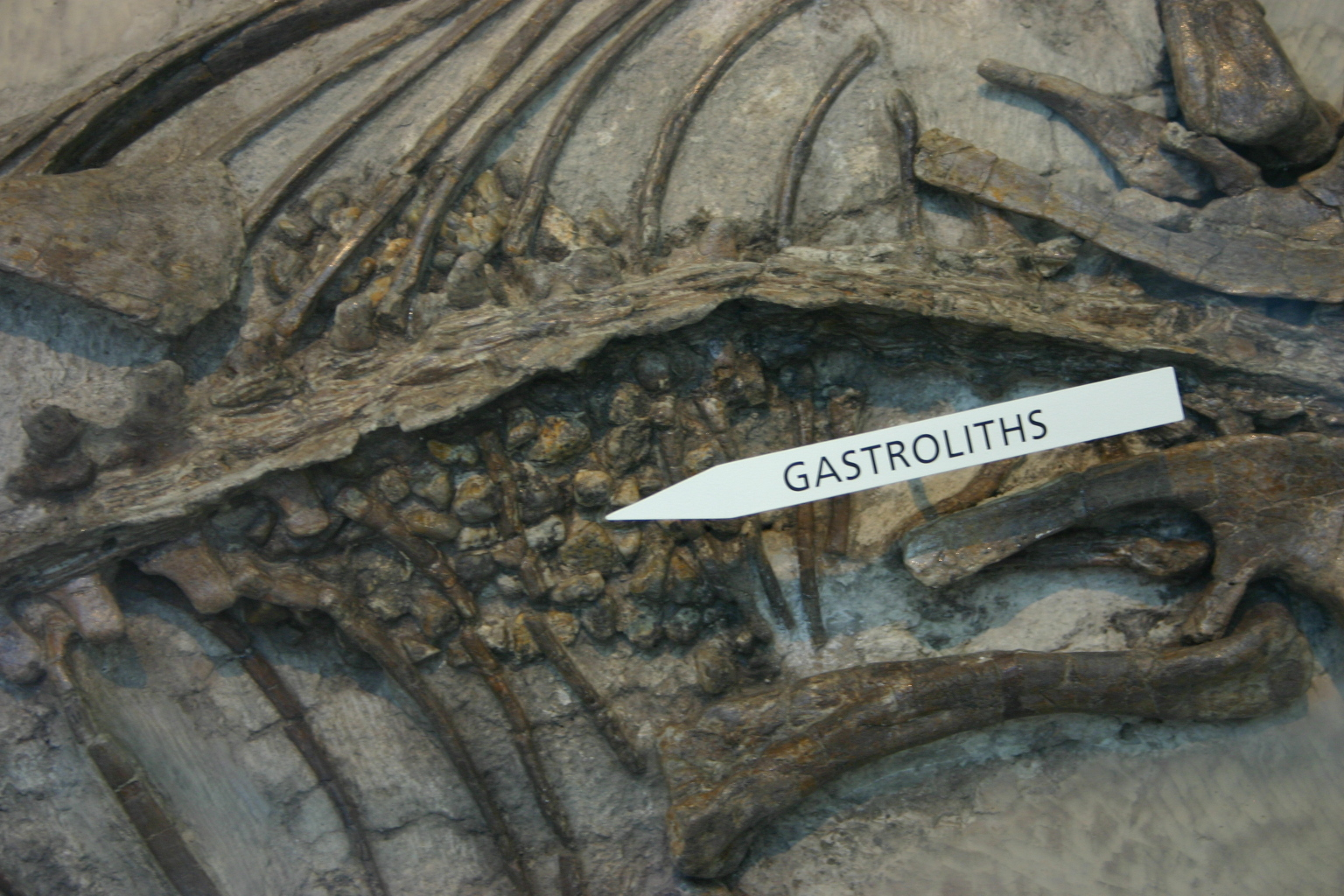
Fossile de Psittacosaurus laissant voir des gastrolithes dans la région stomacale.
(American Museum of Natural History).

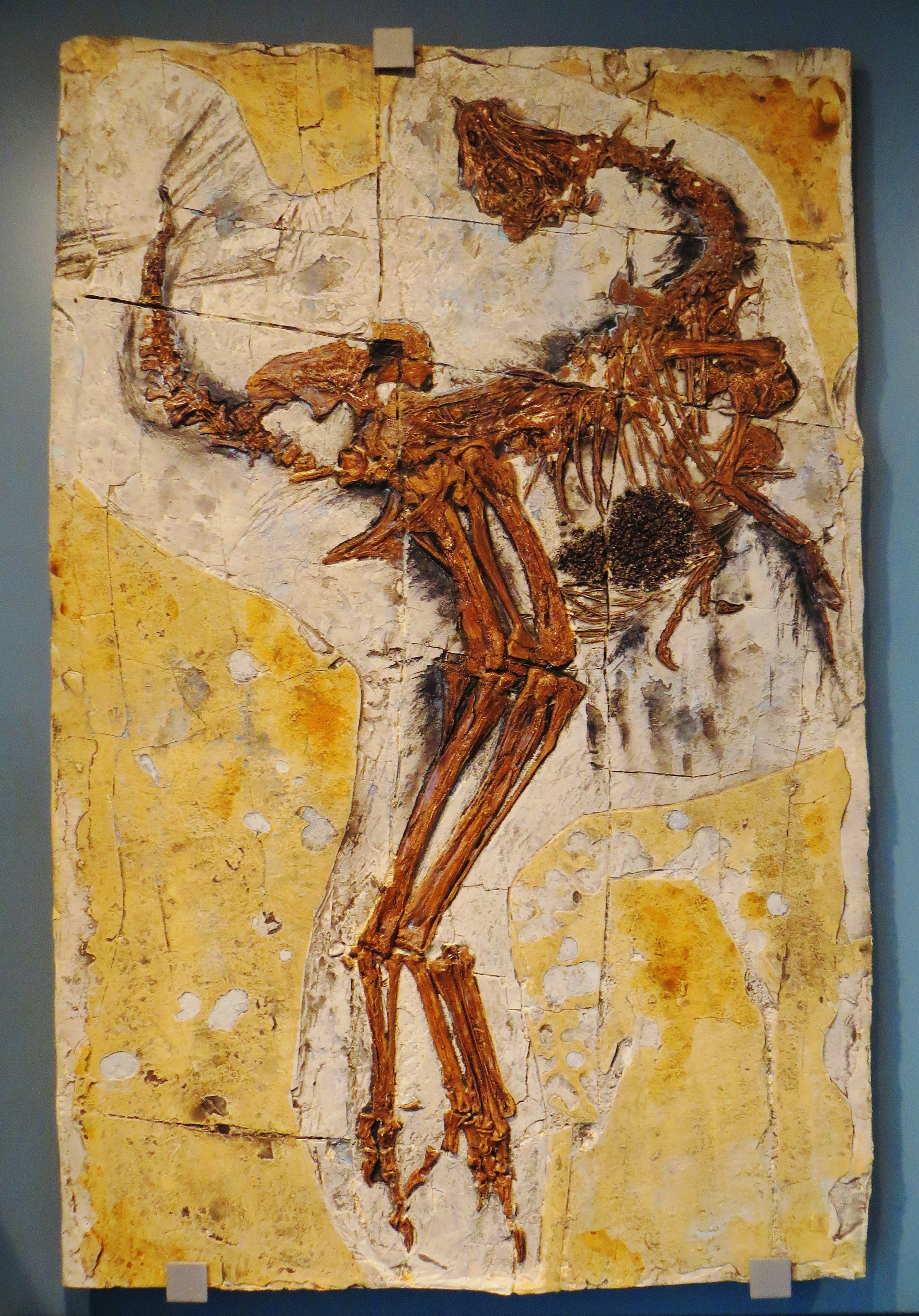
Présence de gastrolithes (grains noirs) dans le fossile de Caudipteryx.

Les ornithologues parlent volontiers de grit (mot anglais désignant du gravier fin). Les oiseaux choisissent le type de grit qu'ils ingèrent en fonction de leur nourriture.
Lors d'une expérience faite en Amérique du Nord pour essayer de produire des granulés de pesticides non-appétents pour les oiseaux, on a remarqué que le moineau domestique et le colin de Virginie peuvent avoir des préférences individuelles en termes de forme, taille, mais aussi de couleur. De manière générale, pour ces deux espèces, les petits cailloux jaunes, verts ou blancs étaient préférés.
Les oiseaux marins utilisent aussi des cailloux, y compris les pingouins et manchots en zone polaire. On en a par exemple trouvé jusqu'à plus de 130 (d'une taille de 0.5 à 22 mm) dans un seul gésier du Manchot royal (Aptenodytes patagonicus), et on en trouve dans les gésiers dès la première année de vie des manchots royaux.
L'appétence des oiseaux pour certains gastrolithes a donné l'idée de produire des gastrolithes artificiels (qui ont été testés) libérant un agent contraceptif (nicarbazin) stérilisant  de manière à contrôler les populations de certains oiseaux jugés envahissants en ville. Le risque est que des espèces sauvages non-cibles ingèrent aussi ces gastrolithes.
À titre d'exemple : une étude a comparé les contenus de gésiers de 131 faisans (dont 122 coqs) et de 15 perdrix grises tués sur 3 territoires de chasse de la Vallée du Rhin (près de Rheinberg et Wesel) en 1993, avec les résultats suivant : 
- le nombre moyen de gastrolithes était de 263 chez les coqs faisans, 353 chez les poules faisanes, et de 510 pour les perdrix ;
- le poids moyen d'un gastrolithe était chez le faisan, de 0,0138 g et, chez la perdrix, de 0,005 g, avec un rapport volumique respectivement de 72,64 et de 177,7 ;
- dans ces cas, les matériaux les plus fréquents étaient : quartz, feldspath, calcite, rhyolithe, grauwacke et grès.

### Problèmes causés par la confusion avec des objets toxiques
On sait depuis plus d'un siècle (et il y a consensus sur ce fait depuis les travaux de F.C Bellrose dans les années 1950) que de nombreux oiseaux (notamment herbivores et granivores se nourrissant dans les zones humides, mais aussi des espèces terrestres) meurent de saturnisme aviaire en ingérant des billes de plomb à la place de petits graviers ronds qu'ils avalent normalement pour broyer leurs aliments dans leur gésier,. L'ingestion de bille de plomb est devenue la première cause de mortalité de plusieurs espèces d'oiseaux d'eau. La grenaille de plomb a été progressivement interdite dans certains pays, mais, comme en France, souvent tardivement (par rapport à l'Amérique du Nord) et seulement pour les chasseurs tirant vers une zone humide. Des centaines de millions de grenailles de plomb restent à disposition des oiseaux sur le sol et dans le sédiment, et il est possible qu'ils les recherchent parfois préférentiellement en raison de leur forme bien ronde (ne blesse pas le gésier) et de leur goût sucré (quand leur plomb est oxydé). Ces billes sont d'autant plus toxiques qu'elles contiennent deux durcisseurs du plomb, de l'arsenic et de l'antimoine (au moins 8 %).
Il a été proposé et expérimentalement testé d'offrir aux oiseaux sauvages un « grit alternatif ». Des tests faits sur des oiseaux captifs de plusieurs espèces ont permis d'étudier les préférences de ces espèces en termes de taille, couleur et composition géochimique de grit, ou s'ils préféraient les choisir sur le sol ou sous l'eau, ou si des grits différents étaient choisis pour des nourritures différentes ou des lieux d'alimentation différents. Les chercheurs ont notamment constaté que le grit proposé était plus volontiers ingéré quand il était présenté avec de la nourriture, et qu'en l'absence de nourriture un grit rouge était préféré à un grit gris ; de même un grit siliceux était ingéré en plus grande quantité qu'un grit calcaire quand il était offert sec, mais non sous l'eau. La quantité de grit ingéré était similaire, quel que soit le lieu où il était offert dans la zone humide.
Le plomb étant en compétition dans l'organisme avec le calcium, un apport en calcium très bioassimilable peut diminuer l'importance de l'intoxication et il est utile d'en fournir sous forme de grit (ce calcium ne doit pas provenir de coquille d'huitres qui fournissent un calcium très bioassimilable, mais souvent également chargé en plomb, car l'huitre et la moule se détoxiquent d'une partie des métaux lourds qu'elles filtrent dans l'eau dans leur coquille). Un mélange de grit siliceux et calcaire semble le plus efficace pour freiner l'épidémie de saturnisme animal induit par l'ingestion de grenaille de plomb, mais pour être attirant pour les oiseaux, il doit être offert avec de la nourriture en de multiples endroits des zones humides.
Certains granules de pesticides ou graines pré-enrobées de pesticides peuvent aussi être confondus avec le grit.